# Apamea radicea
Apamea radicea är en fjärilsart som beskrevs av Ignaz Schiffermüller 1776. Apamea radicea ingår i släktet Apamea och familjen nattflyn. Inga underarter finns listade i Catalogue of Life.